# Woodborough (Nottinghamshire)
Woodborough is een civil parish in het bestuurlijke gebied Gedling, in het Engelse graafschap Nottinghamshire met 1872 inwoners.